# カヴァーリオ・ダゴーニャ
カヴァーリオ・ダゴーニャ（伊: Cavaglio d'Agogna）は、イタリア共和国ピエモンテ州ノヴァーラ県にある、人口約1,200人の基礎自治体（コムーネ）。

## 地理

### 位置・広がり
| 隣接するコムーネは以下の通り。 - バレンゴ - カヴァリエット - ファーラ・ノヴァレーゼ - フォンタネート・ダゴーニャ - ゲンメ - シッツァーノ |